# Gérald Panighi
Gérald Panighi (né le 1er novembre 1974 à Menton, France) est un artiste français.
Il vit et travaille maintenant à Nice en France. 

## Expositions
- Des statistiques terrifiantes - Jacques Flèchemuller, Gregory Forstner, Philippe Jusforgues, Gérald Panighi, Galerie Eva Vautier, Nice, juin-août 2015[1].